# Bodil Begtrup
Bodil Gertrud Begtrup (12 de novembre de 1903 - 12 de desembre de 1987) fou una activista danesa pels drets de les dones i diplomàtica.

## Biografia
El 1929 es va convertir en membre de la junta directiva de l'organització Kvinderådet (Consell de Dones de Dinamarca), el 1931 va ser elegida vicepresidenta, i en el període 1946-49 en va ser presidenta. El 1939 va esdevenir la primera censora cinematogràfica femenina de Dinamarca.
Després de la Segona Guerra Mundial es va convertir en membre de la delegació danesa a l'Assemblea General de les Nacions Unides. El 1946 fou la presidenta de la Comissió de les Nacions Unides sobre la Condició Jurídica i Social de la Dona, i el 1947 va defensar que la Declaració Universal dels Drets Humanses referís als titulars dels drets com a «tothom» o «tota persona», en lloc d'emprar la fórmula «tots els homes». A més, va proposar la inclusió dels drets de les minories en l'Article 26, sobre el dret a l'educació, però les seves idees eren massa avançades per l'època. Així, doncs, la Declaració Universal de Drets Humans no fa cap menció explícita als drets de les minories, tot i que garanteix la igualtat de drets de totes les persones.
Va ser destinada a Islàndia el 1949 i es va convertir en ambaixadora el 1955 essent la primera ambaixadora dona de Dinamarca.
Va ser signatària de la Carta oberta a les dones del món.